# Problème de Prouhet-Tarry-Escott
En mathématiques, et plus particulièrement en théorie des nombres et en combinatoire, le problème de Prouhet-Tarry-Escott est de trouver, pour chaque entier {\displaystyle n}, deux ensembles {\displaystyle A} et {\displaystyle B} de {\displaystyle n} entiers chacun, tel que :
{\displaystyle \sum _{a\in A}a^{i}=\sum _{b\in B}b^{i}}
pour chaque {\displaystyle i} de {\displaystyle 1} jusqu'à un entier {\displaystyle k} donné. Si {\displaystyle A} et {\displaystyle B} vérifient ces conditions, on écrit {\displaystyle A=_{k}B}.
On cherche une solution de taille {\displaystyle n} minimale pour un degré {\displaystyle k} donné. Ce problème, toujours ouvert, est nommé d'après Eugène Prouhet, qui l'a étudié en 1851, et Gaston Tarry et Edward Brind Escott, qui l'ont considéré au début des années 1910.
La plus grande valeur de {\displaystyle k} pour laquelle on connaît une solution avec {\displaystyle n=k+1} est {\displaystyle k=11}. Une solution correspondante est donnée par les ensembles suivants :
{\displaystyle A=\{\pm 22,\pm 61,\pm 86,\pm 127,\pm 140,\pm 151\}\ ,\qquad B=\{\pm 35,\pm 47,\pm 94,\pm 121,\pm 146,\pm 148\}}

## Exemple
L'entier {\displaystyle k} de la définition est le degré, et l'entier {\displaystyle n} est la taille. Il est facile de voir que pour toute solution, on a {\displaystyle n>k}. On cherche donc une solution de taille minimale.
Pour la taille {\displaystyle n=6} et le degré {\displaystyle k=5}, les deux ensembles
{\displaystyle \{0,5,6,16,17,22\}} et {\displaystyle \{1,2,10,12,20,21\}}
sont une solution du problème, puisque :
{\displaystyle 0+5+6+16+17+22=66=1+2+10+12+20+21}
{\displaystyle 0^{2}+5^{2}+6^{2}+16^{2}+17^{2}+22^{2}=1090=1^{2}+2^{2}+10^{2}+12^{2}+20^{2}+21^{2}}
{\displaystyle 0^{3}+5^{3}+6^{3}+16^{3}+17^{3}+22^{3}=19998=1^{3}+2^{3}+10^{3}+12^{3}+20^{3}+21^{3}}
{\displaystyle 0^{4}+5^{4}+6^{4}+16^{4}+17^{4}+22^{4}=385234=1^{4}+2^{4}+10^{4}+12^{4}+20^{4}+21^{4}}
{\displaystyle 0^{5}+5^{5}+6^{5}+16^{5}+17^{5}+22^{5}=7632966=1^{5}+2^{5}+10^{5}+12^{5}+20^{5}+21^{5}}.
Une solution idéale est une solution dont la taille est égale au degré + 1. La solution ci-dessus est donc idéale.

## Histoire
En 1851, Eugène Prouhet pose le problème plus général de répartir les entiers x de 1 à nm en n classes, de façon que la somme des puissances k-ièmes des entiers de chaque classe soit la même, pour k = 0, 1, ... Le procédé qu'il propose revient à numéroter les classes de 0 à n – 1, à décomposer chaque entier x – 1 dans la base de numération n, à faire la somme de ses chiffres, à calculer le reste r de cette somme modulo n et à affecter l'entier x à la classe r.
Dans le cas où n = 2, le placement de l'entier x dans l'une des deux classes d'indice 0 ou 1 se fait selon que le x-ème terme de la suite de Prouhet-Thue-Morse est 0 ou 1. Par exemple, les 8 premiers entiers sont répartis en : 1, 4, 6, 7 d'une part, et en 2, 3, 5, 8 d'autre part, et la somme des puissances k-ème des entiers de ces deux classes coïncide jusqu'à k = 2.
Leonard Eugene Dickson consacre un chapitre de son Histoire de la théorie des nombres aux « Sets of integers with equal sums of like powers », et liste pas moins de 70 articles sur ce sujet. Dans son article historique, Edward Maitland Wright note que l'article de Prouhet n'a été redécouvert qu'en 1948.
Les récents développements sont décrits par Peter Borwein et ses coauteurs,, ; voir aussi l'article de Filaseta et Markovich. Une version en deux dimensions a été étudiée par Alpers et Tijdeman (2007).

## Propriétés et résultats
- Si le couple {\displaystyle A=\{a_{1},a_{2},\ldots ,a_{n}\}} et {\displaystyle B=\{b_{1},b_{2},\ldots ,b_{n}\}} est une solution de degré {\displaystyle k}, alors pour tout {\displaystyle N\neq 0} et tout {\displaystyle M} le couple{\displaystyle A'=\{Na_{1}+M,Na_{2}+M,\ldots ,Na_{n}+M\}\quad {\rm {et}}\quad B'=\{Nb_{1}+M,Nb_{2}+M,\ldots ,Nb_{n}+M\}}est encore une solution du même degré. Ainsi, la solution{\displaystyle \{0,5,6,16,17,22\}=_{5}\{1,2,10,12,20,21\}}donne aussi la solution{\displaystyle \{1,6,7,17,18,23\}=_{5}\{2,3,11,13,21,22\}.}Cette observation permet de normaliser les solutions, en imposant par exemple qu'elles ne contiennent que des entiers positifs ou nuls, et que zéro y figure.
- On ne connaît pas de solution idéale pour tout degré, mais on sait[6] que pour tout degré {\displaystyle k}, il existe une solution de taille {\displaystyle n\leq k(k+1)/2+1}.
- Solutions symétriques : une solution de taille paire {\displaystyle n=2m} est symétrique si chaque composante est de la forme{\displaystyle \{\pm c_{1},\pm c_{2},\ldots ,\pm c_{m}\}.}La solution donnée dans l'introduction est de cette forme.
- Une solution de taille impaire est symétrique si les composantes de la solution sont opposées, c'est-à-dire{\displaystyle A=\{a_{1},a_{2},\ldots ,a_{n}\}} et {\displaystyle B=\{-a_{1},-a_{2},\ldots ,-a_{n}\}.}

## Solutions idéales et symétriques
Des solutions idéales et symétriques sont connues pour les degrés {\displaystyle k\leq 11}, sauf pour {\displaystyle k=10} :
- {\displaystyle k=1}

{\displaystyle \{\pm 2\}=_{1}\{\pm 1\}}
- {\displaystyle k=2}

{\displaystyle \{-2,-1,3\}=_{2}\{2,1,-3\}}
- {\displaystyle k=3}

{\displaystyle \{\pm 3,\pm 11\}=_{3}\{\pm 7,\pm 9\}}
- {\displaystyle k=4}

{\displaystyle \{-8,-7,1,5,9\}=_{4}\{8,7,-1,-5,-9\}}
- {\displaystyle k=5}

{\displaystyle \{\pm 4,\pm 9,\pm 13\}=_{5}\{\pm 1,\pm 11,\pm 12\}}
- {\displaystyle k=6}

{\displaystyle \{-51,-33,-24,7,13,38,50\}=_{6}\{51,33,24,-7,-13,-38,-50\}}
- {\displaystyle k=7}

{\displaystyle \{\pm 2,\pm 16,\pm 21,\pm 25\}=_{7}\{\pm 5,\pm 14,\pm 23,\pm 24\}}
- {\displaystyle k=8}

{\displaystyle \{-98,-82,-58,-34,13,16,69,75,99\}=_{8}\{98,82,58,34,-13,-16,-69,-75,-99\}}
- {\displaystyle k=9}

{\displaystyle \{\pm 99,\pm 100,\pm 188,\pm 301,\pm 313\}=_{9}\{\pm 71,\pm 131,\pm 180,\pm 307,\pm 308\}}
Cette dernière solution est donnée, avec d'autres, dans Borwein et al. (2003). Aucune solution idéale n'est connue pour {\displaystyle k=10}.

## Une formulation algébrique
Il existe une façon plus algébrique de formuler le problème :
Proposition —  Les conditions suivantes sont équivalentes :
1. {\displaystyle \sum _{i=1}^{n}a_{i}^{j}=\sum _{i=1}^{n}b_{i}^{j},\quad (j=1,\ldots ,k)}
2. {\displaystyle \deg \left(\prod _{i=1}^{n}(x-a_{i})-\prod _{i=1}^{n}(x-b_{i})\right)\leq n-(k+1)}
3. {\displaystyle (x-1)^{k+1}\left|\sum _{i=1}^{n}x^{a_{i}}-\sum _{i=1}^{n}x^{b_{i}}\right.}